# Jaczów
Jaczów (deutsch: Jätschau, von 1937 bis 1945 Friedenshagen, schlesisch Jiäätsch) ist ein Ort in der Landgemeinde Jerzmanowa im Powiat Głogowski der Woiwodschaft Niederschlesien in Polen.

## Sehenswürdigkeiten

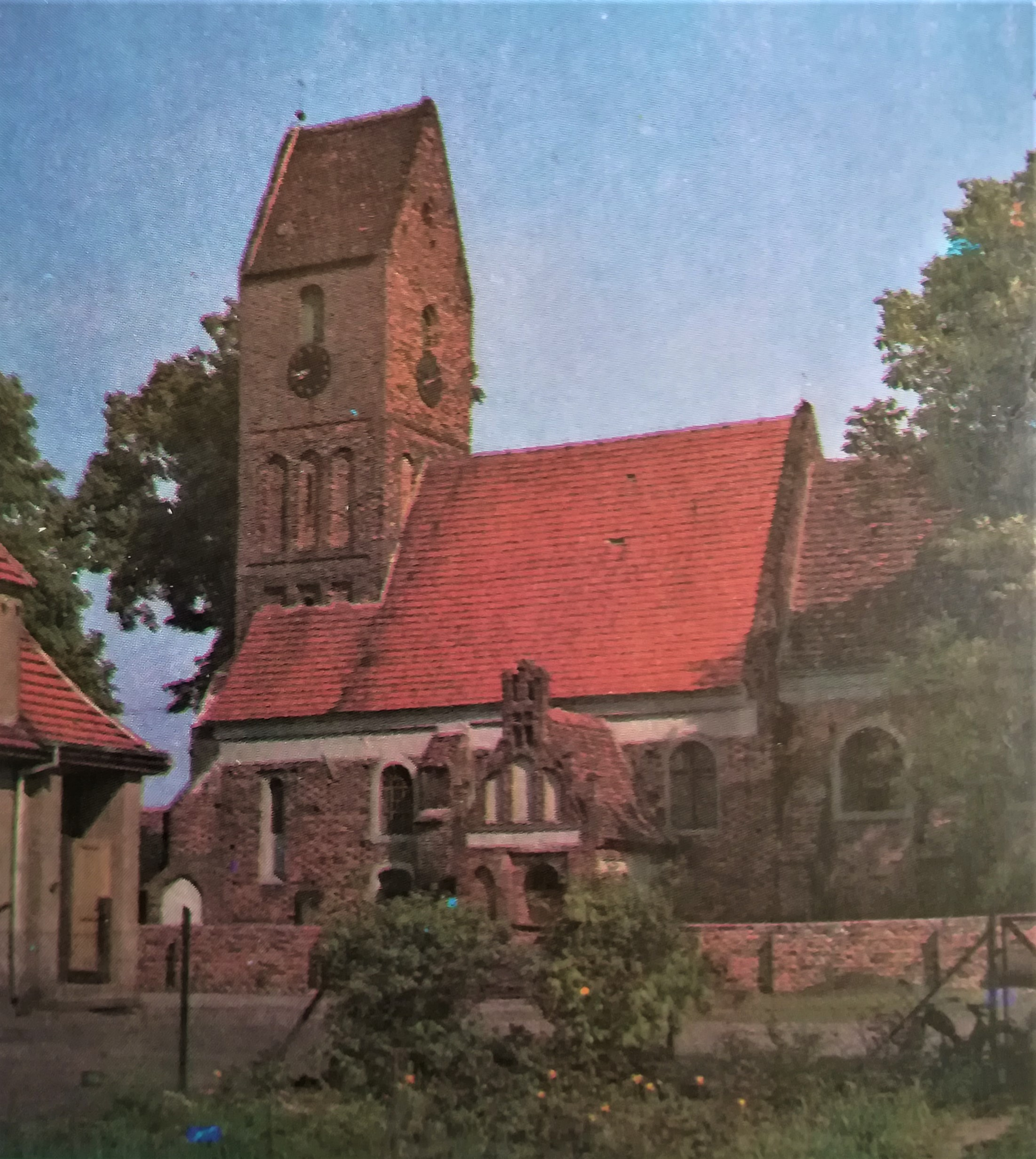
St. Simon und Judas Thaddäus

- Pfarrkirche St. Simon und Judas Thaddäus (Kościół parafialny św. Szymona i Judy Tadeusza) ist ein spätgotischer Backsteinbau aus der zweiten Hälfte des 16. Jahrhunderts. Im 18. Jahrhundert wurde er restauriert und 2002 renoviert. Er hat einen Régence-Hauptaltar und ein vermutlich mittelalterliches Taufbecken in Kelchform.
- Nördlich steht das Pfarrhaus von 1818 und ein Denkmal zum Gedenken an den böhmischen Landesheiligen Johannes Nepomuk von 1729.
- Beinhaus aus dem 16. Jahrhundert, wiederaufgebaut an der Wende vom 18. zum 19. Jahrhundert
- Schmiede aus dem 19. Jahrhundert